# 黄梅戏大剧院
30°26′15″N 114°53′36″E / 30.437611°N 114.893242°E

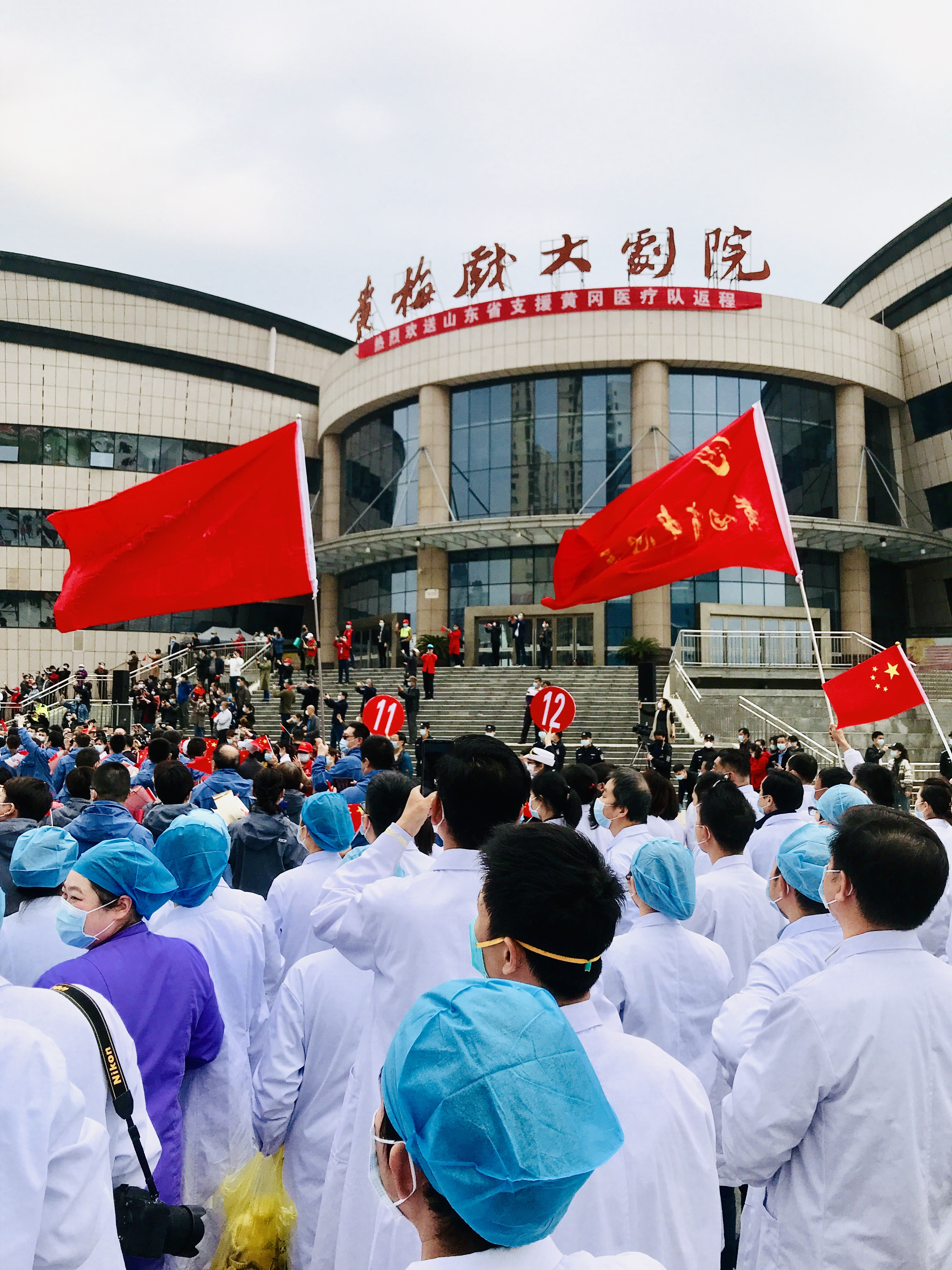
2020年3月20日，黄冈市民在黄梅戏大剧院广场欢送山东援鄂医疗队

黄梅戏大剧院，又称湖北省黄梅戏大剧院，是位于中华人民共和国湖北省黄冈市黄州区赤壁街道黄州大道97号的一个大剧院。现任院长为张辉。

## 沿革
1989年，湖北省黄梅戏剧院在黄冈成立，开始重振湖北黄梅戏。剧组陆续制作出黄梅戏电影《血泪恩仇录》、黄梅戏电视剧《貂蝉》，黄梅戏《双下山》、《未了情》、《不倒的门楼》、《冬去春又回》、《和氏璧》、《风花雪月》等作品。2012年2月27日，黄梅戏大剧院建设工程举行奠基仪式，是黄冈市重大工程项目。2015年年初，大剧院正式成为北京保利剧院旗下经营的剧院剧院，总投资3.2亿元。同年12月28日日正式开票，首场演出为莫斯科国立音乐厅交响乐团的新年音乐会。

## 图库
1. ↑  单棋,周玉娟. 4. . 黄冈师范学院学报. 2014, (5): 93.
2. ↑  . www.0713hb.com.   [2020-03-21]. （原始内容存档于2020-03-21）.
3. ↑  . 黄冈市人民政府.   [2020-03-21]. （原始内容存档于2020-03-21）.
4. ↑  . 鄂东晚报. 2015年11月30日.[]